# Torymus dorycnicola
Torymus dorycnicola is een vliesvleugelig insect uit de familie Torymidae. De wetenschappelijke naam is voor het eerst geldig gepubliceerd in 1870 door Müller.